# Kara-Tokoi
Kara-Tokoi (kirgisisch Кара-Токой) ist ein Dorf in Kirgisistan mit 1394 Einwohnern (Stand 2024).

## Geographie
Das Dorf liegt im Rajon Batken des Oblus Batken. Es ist der Landgemeinde Suu-Baschy untergeordnet. Es liegt im zentralen Teil des Oblus am rechten Ufer des Flusses Soch Kara-Tokoi befindet sich in einer Entfernung von etwa 21 Kilometern (Luftlinie) ostsüdöstlich der Stadt Batken, dem Verwaltungszentrum des Rajon und des Oblus.

## Bevölkerung
| Jahr | Einwohner |
| ---- | --------- |
| 2009 | 0871      |
| 2015 | 1012      |
| 2024 | 1394      |

Anmerkung: 2009 Volkszählungsdaten, 2015 und 2024 Fortschreibung